# Анрі Піто

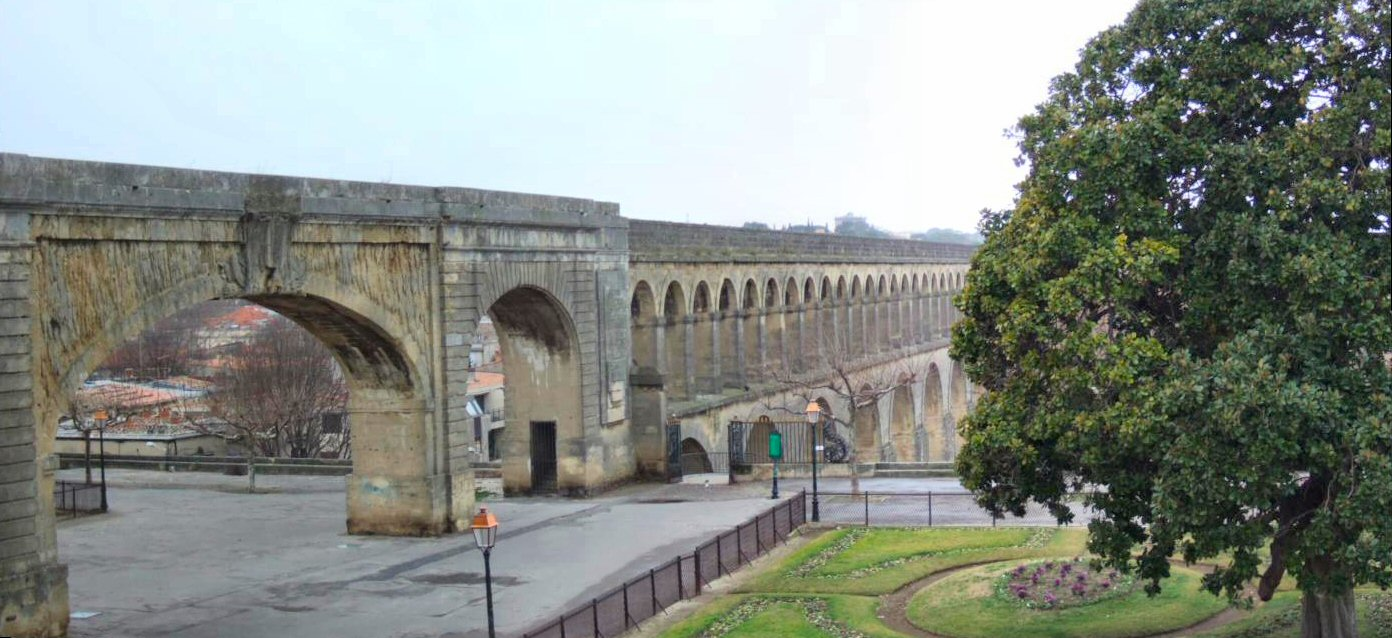
Монпельє, акведук Святого Климента

Анрі Піто (фр. Henry Pitot, *3 травня 1695, Арамон (Гар), Франція — †27 грудня 1771, там само) — французький математик та інженер-гідравлік, член Французької АН (1724) і Лондонського королівського товариства (1740).

## Біографічні дані
Самостійно вивчив низку наук. Анрі Піто почав працювати в галузі математики і астрономії, коли став асистентом фізика Рене Антуана Реомюра в 1723 році. Згодом його було призначено помічником інженера Академії наук в 1724, у 1727 асоційованим інженером а у 1733 дійсним інженером-геодезистом. У 1740 він став керуючим Південним каналом (фр. Canal du Midi) і брав участь у будівництві водопроводу (акведука Святого Климента) для подачі води у Монпельє. З 1740 року — директор гідравлічних робіт у південному регіоні Франції Лангедок-Русійон, керував будівництвом низки споруд, головним чином у Лімі. Він займається у 1743–1747 роках відновленням найвищого давньоримського акведука Пон-дю-Гар, закріпивши основи арок другого поверху він звів новий міст через Гардон, прикріплений до першого рівня оригінального Пон-дю-Гар. У 1745 до одної з арок була встановлена мармурова табличка з латинським надписом:
|  | AQUEDUCTUM STRUXERANT ROMANI PONTEM ADDITIT OCCITANIA ANNO MDCCXLV CURA. D. HENR. PITOT E REGIA SCIENTIARUM ACADEMIA |

Під керівництвом Анрі Піто, Окситанія (історична назва регіону, до складу якого входить регіон Лангедок) 1745 року звела міст поруч з акведуком побудованим римлянами.
Анрі Піто займався будівництвом багатьох дамб на річці фр. Vidourle.

## Наукові здобутки
Математичні дослідження відносяться до геометрії. Вивчав теорію кривих і питання застосування аналізу у геометрії. Визначив квадратуру синусоїди, увів в геометрію термін «крива подвійної кривини». Застосував для дослідження гвинтової лінії просторові координати.
Склав декілька таблиць у гідравліці, розробив теорію водяного колеса, теорію водяних насосів, вивчав питання спорудження арок мостів. Винайшов пристрій для визначення швидкості потоку (трубка Піто) вперше застосований у 1723 році для вимірювання швидкості потоку води у ріці Сені. Його іменем названа теорема Піто про властивості сторін чотирикутника, описаного навколо кола.